# Institut Sup'Biotech de Paris
Institut Sup'Biotech de Paris er et fransk ingeniør-institut tilknyttet IONIS Education Group. 
Instituttet blev oprettet i 2003 (Institut Sup'Biotech de Paris) i 2005 (Sup'Biotech Paris) og har i dag omkring 700 studerende.

## Berømte alumne
- Cyprien Verseux, Astrobiologi